# Universidade de Morón
A Universidade de Morón (Universidad de Morón), fundada em 1960, é uma instituição educativa de gestão privada localizada em Morón, Buenos Aires, Argentina. 
É o centro de estudos universitários privado mais importante da Grande Buenos Aires por estar localizado em um dos subúrbios mais populosos da Província de Buenos Aires.  Atualmente apresenta 25.000 m2 de infraestrutura educativa, 5.000 m2 destinados a laboratórios e as modernas instalações de sua biblioteca.
Por suas salas de aula passaram mais de 20.000 profissionais que egressaram de algumas das 10 faculdades e da escola superior que a integram, com carreiras que cobrem todas as áreas de conhecimento.
O curso de medicina possui um convênio com o ISPED desde 2010, de modo que a maioria dos estudantes de medicina são imigrantes brasileiros ou de outros países. As aulas são em espanhol.